# Luca Pirri

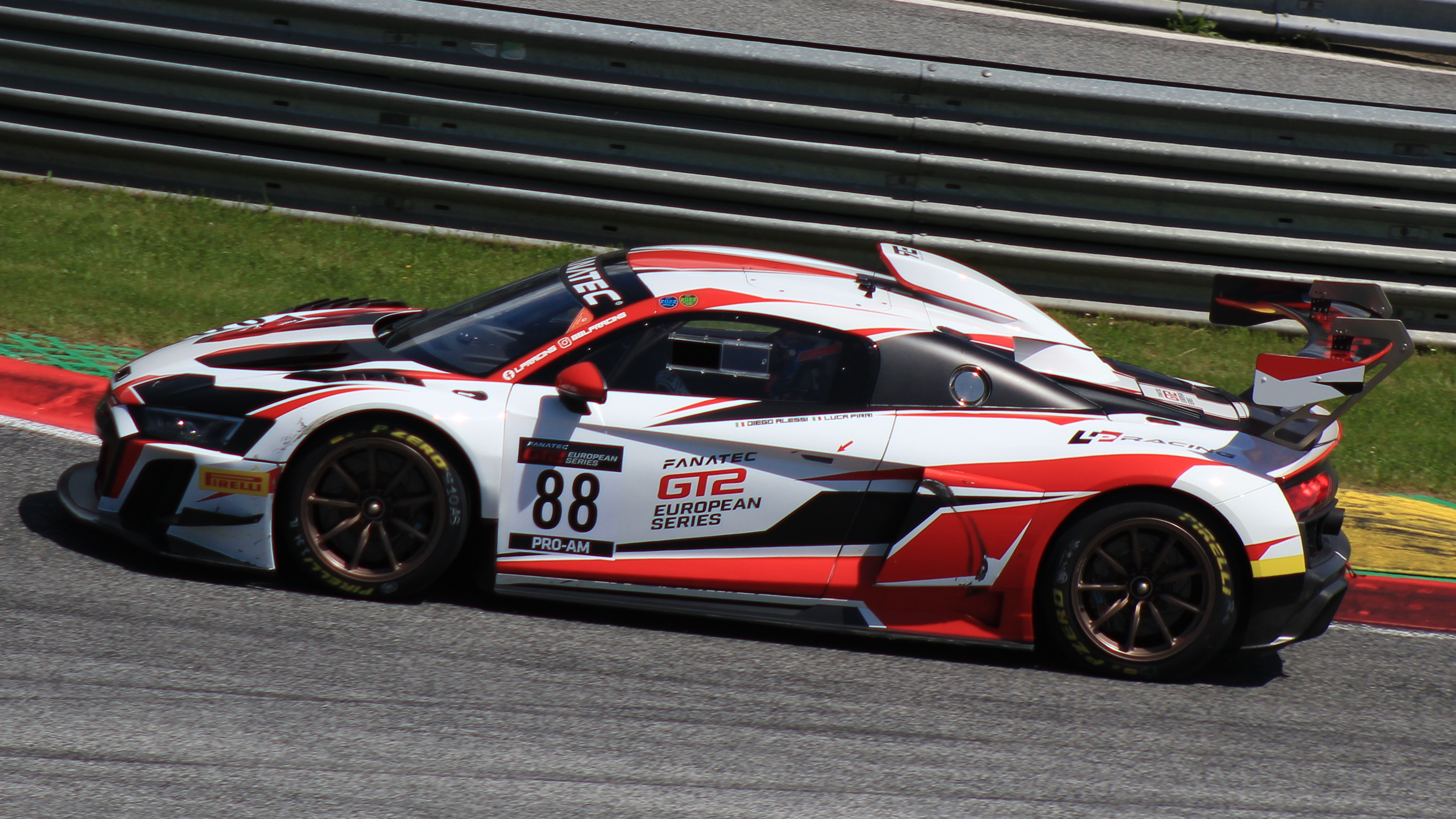
Luca Pirri im Audi R8 LMS 2022 auf dem Red Bull Ring

Luca Pirri-Ardizzone (* 18. April 1973 in Rom) ist ein italienischer Autorennfahrer. 

## Karriere im Motorsport
Luca Pirri ist im Brotberuf Geschäftsführer bei Vagabondo, einem der größten italienischen Veranstalter von Abenteuerreisen. In seiner Freizeit ist er als Amateurrennfahrer im GT-Sport aktiv. 
Erste Renneinsätze hatte er in der FIA-GT-Meisterschaft 2004, wo er für Graham Nash Racing einen Saleen S7R fuhr. 2007 gewann er gemeinsam mit Jürgen von Gartzen den Corvette-Cup der FIA-GT3-Europameisterschaft und wiederholte diesen Erfolg mit Partner Diego Alessi 2009. 
In den 2010er-Jahren folgten Einsätze in der European Le Mans Series und den International GT Open. 2010 bestritt er auf einem Lola B08/80 das 24-Stunden-Rennen von Le Mans, kam aber nach einem Aufhängungsdefekt am LMP2-Rennwagen nicht ins Ziel.

## Statistik

### Le-Mans-Ergebnisse
| Jahr | Team           | Fahrzeug    | Teamkollege | Teamkollege            | Platzierung | Ausfallgrund |
| ---- | -------------- | ----------- | ----------- | ---------------------- | ----------- | ------------ |
| 2010 | Racing Box SRL | Lola B08/80 | Marco Cioci | Piergiuseppe Perazzini | Ausfall     | Aufhängung   |